# Ленькова, Софья Александровна
Софья Александровна Ленькова (5 марта 1997, Томск) — российская биатлонистка, призёр чемпионата России. Мастер спорта России (2017).

## Биография
Представляет Новосибирскую область, тренеры — Сергей Николаевич Басов, Константин Сергеевич Попов.
На юниорском уровне становилась победительницей первенства Сибирского федерального округа, соревнований на призы Г. Харитонова (неоднократно), призёром соревнований на призы В. Ф. Маматова. Двукратная победительница Всероссийской зимней Универсиады 2020 года (спринт и масс-старт).
На взрослом чемпионате России 2018 года стала бронзовым призёром в гонке патрулей в составе команды Новосибирской области.
Бронзовый призер Чемпионата России в 2022 году в эстафете в составе команды СФО-ДФО.